# 진보 사토시
진보 사토시(일본어: 神保悟志, 1962년 12월 3일 ~ )는 일본의 배우이다.